# European Association for Signal Processing
Die European Association for Signal Processing (EURASIP) ist eine seit dem 1. September 1978 bestehende internationale wissenschaftliche Fachgesellschaft für Theorie und Anwendung von Signalverarbeitung.
Das Büro der EURASIP ist laut Statuten in der Goorstraat 10, 2560 Nijlen, Belgien. Sie veranstaltet die seit 1993 jährlich an wechselnden europäischen Orten stattfindende „European Signal Processing Conference“ (EUSIPCO) und veröffentlicht eine Reihe von Open-Access-Wissenschaftszeitschriften. Seit 2006 ist die EURASIP als Vereinigung ohne Gewinnerzielungsabsicht nach belgischem Recht (“vereniging zonder winstoogmerk (VZW)” mit der Registriernummer 0885.447.771) eingetragen.
Die 29. EUSIPCO wurde im August 2021 in Dublin, Irland veranstaltet.